# Selci (Bizovac)
Selci (1900-ig Selce, 1910-től 1971-ig Selci Petrijevački) falu Horvátországban, Eszék-Baranya megyében. Közigazgatásilag Bizovachoz tartozik.

## Fekvése
Eszéktől légvonalban 12, közúton 17 km-re nyugatra, községközpontjától légvonalban 6, közúton 9 km-re délkeletre, a Szlavóniai-síkságon fekszik.

## Története
Területe már az őskorban lakott volt. 1896-ban határában a „Travnjak” nevű határrészen bronzkori leleteket, köztük szekercéket, bronzsarlókat, varrótűket találtak.
A település a 19. század elején mezőgazdasági majorként Selce-puszta néven keletkezett a valpói uradalom területén, majd a környező földek megművelésére Dél-Magyarország területéről magyarokat és németeket, valamint a környező falvakból horvátokat telepítettek be. 1880-ban 67, 1910-ben 155 lakosa volt. Verőce vármegye Eszéki járásához tartozott. Az 1910-es népszámlálás adatai szerint lakosságának 66%-a horvát, 19%-a német, 9%-a magyar, 3-3%-a cseh és szerb anyanyelvű volt. A település az első világháború után az új szerb-horvát-szlovén állam, majd később (1929-ben) Jugoszlávia része lett. Az 1920-as években szlovák családok telepedtek le a faluban. 1991-ben lakosságának 83%-a horvát, 7-7%-a szlovák és jugoszláv nemzetiségű volt. A településnek 2011-ben 13 lakosa volt.

## Lakossága
| Lakosság változása | Lakosság változása | Lakosság változása | Lakosság változása | Lakosság változása | Lakosság változása | Lakosság változása | Lakosság változása | Lakosság változása | Lakosság változása | Lakosság változása | Lakosság változása | Lakosság változása | Lakosság változása | Lakosság változása | Lakosság változása |
| ------------------ | ------------------ | ------------------ | ------------------ | ------------------ | ------------------ | ------------------ | ------------------ | ------------------ | ------------------ | ------------------ | ------------------ | ------------------ | ------------------ | ------------------ | ------------------ |
| 1857               | 1869               | 1880               | 1890               | 1900               | 1910               | 1921               | 1931               | 1948               | 1953               | 1961               | 1971               | 1981               | 1991               | 2001               | 2011               |
| 0                  | 0                  | 67                 | 101                | 132                | 155                | 145                | 93                 | 88                 | 140                | 159                | 100                | 56                 | 29                 | 21                 | 13                 |

(1869-ig népességét Brogyancéhez számították.)

## Nevezetességei
1987-ben a faluban és környékén forgatták Branko Šmit „Sokol ga nije volio” című filmjét a főszerepben Fabijan Šovagović-tyal.